# 日托米尔州州长
日托米尔州州长（烏克蘭語：Житомирська обласна державна адміністрація）是日托米尔州行政部门的负责人。该职位由乌克兰总统任命。现任州长为维塔利·布涅奇科。